# Preussiska dygder
Preussiska dygder är samlingsnamnet på kalvinistiska[källa behövs] dygder kring hur en persons bra egenskaper bör vara. De härstammar från kungariket Preussen och går tillbaka till upplysningens dagar. De preussiska dygderna och värdegrunden har influerat delar av den tyska kulturen.

## Historisk utveckling
Dessa dygder härrör från den preussiska statens två främsta tidiga ledare, "soldatkonungen" och den sparsamme "borgarreformatorn" Fredrik Wilhelm I av Preussen, samt dennes son Fredrik den store. Fredrik Wilhelm såg sig själv som en moralisk förebild för det religiöst, etniskt och språkmässigt mångfaldiga Preussen. Å andra sidan såg sig hans son Fredrik i motsvarande mån som en förnuftsförebild för sitt kungarike. Den preussiska "reformeran", som inleddes efter de militära förlusterna mot Napoleon i Jena och Auerstadt och som varade fram till Wienkongressen 1815, utgjorde också ett viktigt inflytande på utvecklandet av dessa dygder. Denna tid inbegrep reformerandet av kommungränserna, armén, skolan, universiteten, skatterna samt judefrigörelsen.
Bland problemen som länge var till stor nackdel för det nya kungariket, fanns bland annat en mager ekonomisk tillväxtgrund. Detta gjorde att Preussen länge blev känt som det Heliga romerska rikets bakgård. Till detta kom andra nackdelar som det trettioåriga krigets förstörelse och mycket stora förlust av människoliv. Trots dessa avigsidor gav de nedan listade dygderna Preussen en modern stat styrd av lagar och förvaltning, en officerskår lojal mot den preussiska kronan, samt därtill en förnuftsmässigt inriktad patriotism. Med dessa dygder som värdegrund utvecklades Preussen från en vanlig tysk barockstat till en modern europeisk stormakt.

## Valda dygder
- Disciplin (tyska: Disziplin)
- Uppriktighet (tyska: Aufrichtigkeit)
- Ödmjukhet eller blygsamhet (tyska: Bescheidenheit)
- Flit (tyska: Fleiß)
- Lydnad med hedersamhet (tyska: Gehorsam)
- Hederlighet (tyska: -)
- Rättskänsla (tyska: Gerechtigkeitssinn)
- Gudsfruktan med religiös fördragsamhet (tyska: Gottesfurcht bei religiöser Toleranz)
- Hårdhet mot sig själv mer än mot andra (självtuktan)
- Mod (tyska: Mut)
- Pliktkänsla eller samvetsgrannhet (tyska: Pflichtbewusstsein)
- Redbarhet (tyska: Redlichkeit)
- Självförnekelse
- Sparsamhet
- Tapperhet utan självömkan
- Lojalitet (tyska: -)
- Omutlighet
- Ordningssinne
- Återhållsamhet (tyska: Zurückhaltung)
- Underkastelse (tyska: Unterordnung)
- Självuppgivelse
- Pålitlighet
- Punktlighet
- Världsmedvetenhet
- Beslutsamhet (tyska: Zielstrebigkeit)

## Kritik
I Tyskland har de preussiska dygderna blivit kritiserade från olika samhällsgrupper. Inom borgarklassen fanns det ogillande av dygdernas avstånd från naturvetenskaperna och de sköna konsterna. Det fanns även borgerligt ogillande gällande betoningen på en statsstyrd ekonomi, samt tillika avståndstagande gentemot de soldatmässiga dygderna ordning och lydnad. Även inom den tidiga tyska arbetarrörelsen fanns det en betydande fientlighet mot dessa två sistnämnda dygder.
1968 års proteströrelser i Västtyskland vände sig mot dygderna lydnad och lojalitet. De ansågs vara mest anknutna med nationalsocialismen, samt stridande mot 68-vänsterns frihetsideal. I samband med de meningsmotsättningar som uppstod kring NATO:s dubbelbeslut(en) uppmanade Västtysklands förbundskansler Helmut Schmidt (SPD) 1982 en återgång till de preussiska dygderna. Borgmästaren i Saarbrücken Oskar Lafontaine (SPD) genmälde till Schmidt att dessa dygder var perfekta för skötseln av ett koncentrationsläger.
Till denna dag är de preussiska dygderna ett slagträ i den tyska debatten, vilket kan exemplifieras av den brandenburgske regeringschefen Matthias Platzeck 2006 års framförda krav på en återgång till dessa dygder.